# Декларация Уэллеса

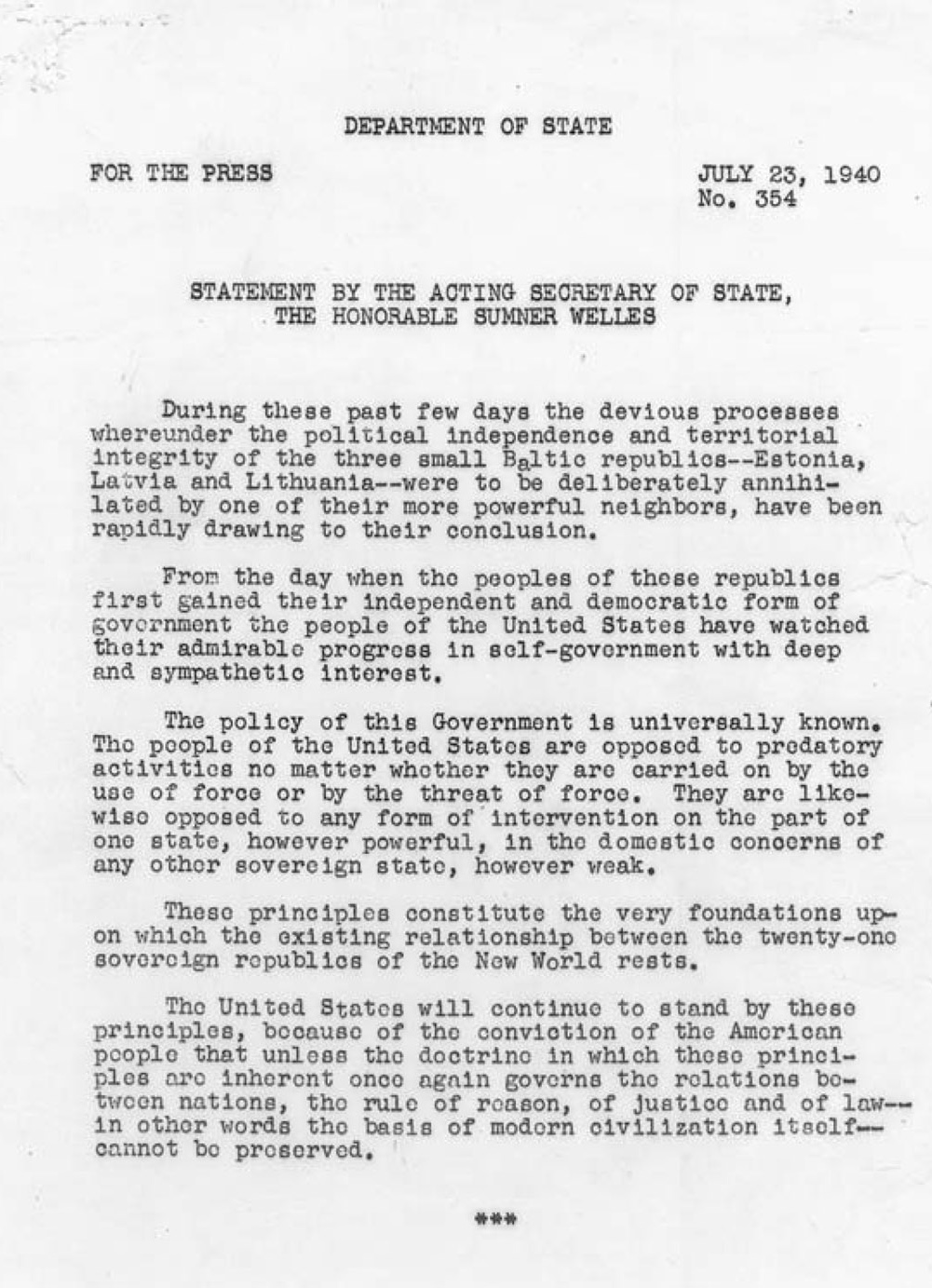
Оригинал декларации Уэллеса

Деклара́ция Уэ́ллеса (англ. Welles Declaration) — дипломатический документ, подписанный заместителем Государственного секретаря США Самнером Уэллесом 23 июля 1940 года, после ввода советских войск и провозглашения советских республик в государствах Прибалтики. 
В декларации содержалось негативное и осуждающее отношение к аннексии Прибалтики Советским Союзом. 
Действие декларации продолжалось с 1940 по 1991 год, когда Советский Союз распался и прибалтийские республики Эстония, Латвия и Литва вновь стали независимыми.
В 1939—1941 годах администрация США во главе с президентом Рузвельтом занимала достаточно осторожную позицию в отношении конфликта в Европе. Предполагалось, что американский народ не желает ввязываться в войну, в особенности из-за «мелких» европейских проблем. Кроме того, Рузвельт опасался повредить связям, которые его правительство с 1933 года налаживало с СССР. Советское государство рассматривалось как возможный противовес нацистской Германии и сдерживающий фактор для японской экспансии в Тихом океане.
В то же время события Финской войны вызвали поворот в общественном мнении США в отношении Советского Союза, и участились требования принять меры против СССР. Сторонниками ужесточения позиции были не только находившиеся в оппозиции республиканцы, но и близкие к президенту политики — министр финансов Моргентау и заместитель госсекретаря Уэллес. Эти деятели выступали за разрыв дипломатических отношений с СССР и оказание активной помощи Финляндии. С другой стороны, госсекретарь Корделл Халл и ведущие американские советологи (среди которых был Лой Хендерсон, возглавлявший Восточноевропейский отдел министерства иностранных дел) выражали сомнения в эффективности таких жестов.

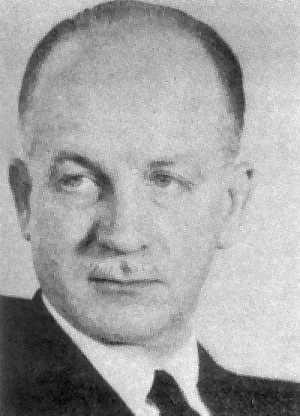
Самнер Уэллес

К середине 1940 года американцы получили информацию о планах СССР по присоединению балтийских государств — Литвы, Латвии и Эстонии. В условиях приближающихся президентских выборов Рузвельту было необходимо не только продемонстрировать сильную внешнеполитическую позицию, но и обеспечить себе голоса представителей большой польской и литовской диаспоры. Поскольку в это время К. Халл, всегда призывавший к осторожности, был в отъезде, обязанности министра иностранных дел исполнял более решительный Уэллес. Именно он поручил Хендерсону 23 июля 1940 года подготовить пресс-релиз, выражающий сочувствие гражданам балтийских стран и осуждение советских действий. По словам Хендерсона, первый вариант декларации Уэллес счёл недостаточно жёстким и внёс в него изменения; согласно Уэллесу, автором некоторых из новых формулировок был сам президент.

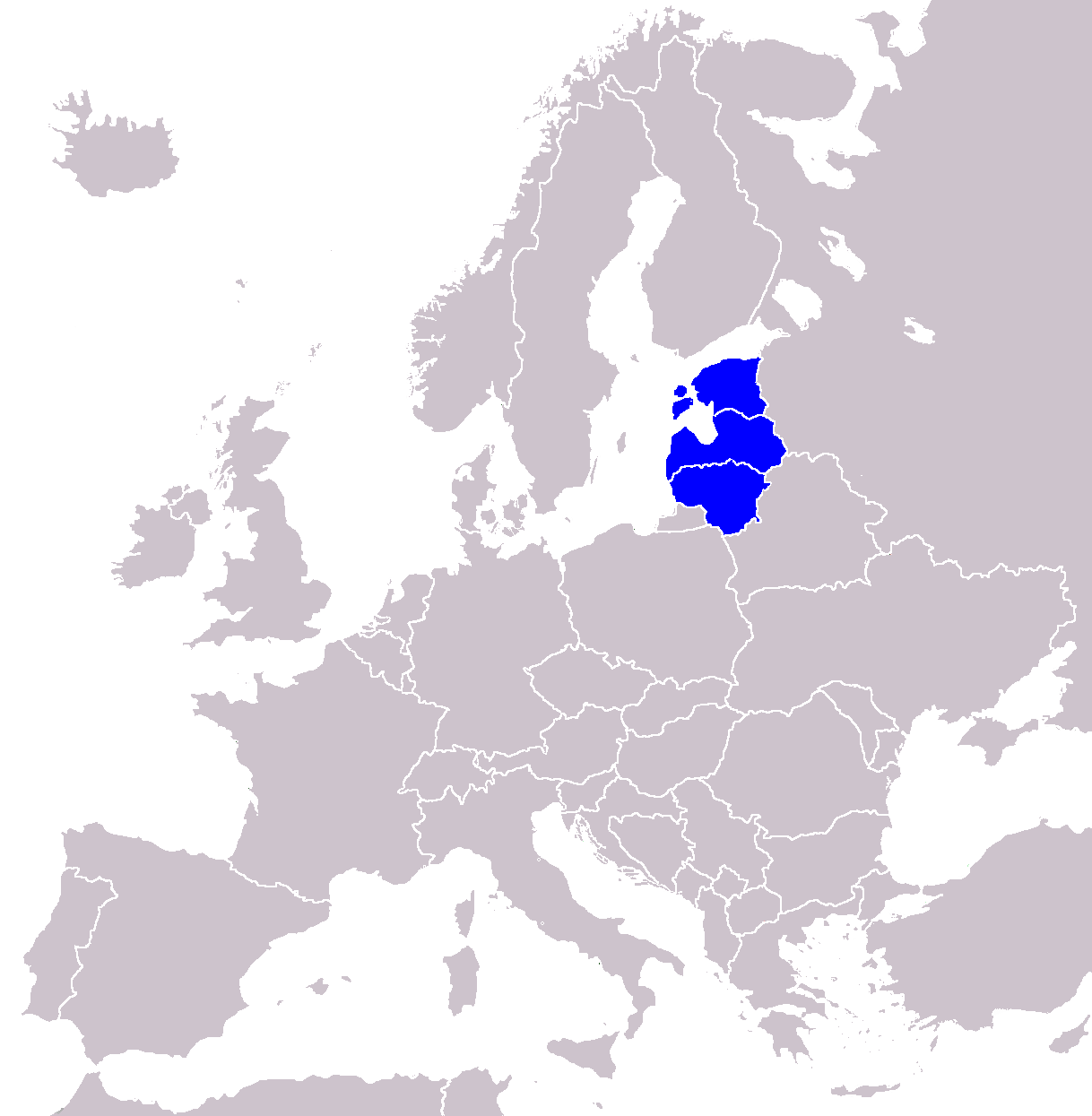
Эстония, Латвия и Литва на карте Европы

Заявление было отправлено в прессу. По оценке финского историка Кари Алениуса, администрация США, формально заняв жёсткую позицию, в то же время старалась её нивелировать тем, что декларация была опубликована в газетах, а не получила статус официальной дипломатической ноты. Кроме того, в заявлении Советский Союз не был назван напрямую — вместо этого в нём говорилось об «одном из самых могущественных соседей» балтийских государств. В результате, как указывает автор книги «Рузвельт, Сталин и балтийский вопрос» Каарел Пийримяэ, двусторонний диалог между США и СССР, который с американской стороны возглавлял сам Уэллес, беспрепятственно продолжался и дальше — во второй половине 1940 и 1941 году. В СССР, в 1940—1941 годах, рассматривали этот вопрос как один из важнейших в двусторонних отношениях, что однажды подчеркнул в беседе с послом США нарком иностранных дел Молотов. Уэллес, однако, дал понять в разговоре с послом СССР К. Уманским, что США с 1932 года занимают неизменную позицию отказа от признания силовых изменений государственных границ (аналогичным образом США ранее заявили, что не признают японскую администрацию в Китае и возможные изменения территории оккупированного Китая). Таким образом, декларация Уэллеса на 50 лет определила позицию США в отношении статуса Литвы, Латвии и Эстонии, аннексию которых американцы отказывались признавать, несмотря на давление советской стороны.